# Damias philocosma
Damias philocosma är en fjärilsart som beskrevs av Edward Meyrick 1936. Damias philocosma ingår i släktet Damias och familjen björnspinnare. Inga underarter finns listade i Catalogue of Life.